# 小行星4858
小行星4858（4858 Vorobjov）是一颗围绕太阳公转的小行星。1985年10月23日，詹姆斯·B·吉布森（James B. Gibson）在帕洛马山发现了此天体。
这颗小行星的绝对星等为125.1295179577342等。